# لیو شانشان
لیو شانشان (انگلیسی: Liu Shanshan؛ زادهٔ ۱۶ مارس ۱۹۹۲) بازیکن فوتبال اهل چین است.

وی همچنین در تیم‌های ملی فوتبال China women's national under-20 football team و زنان چین بازی کرده‌است.